# Rufus aus Samaria

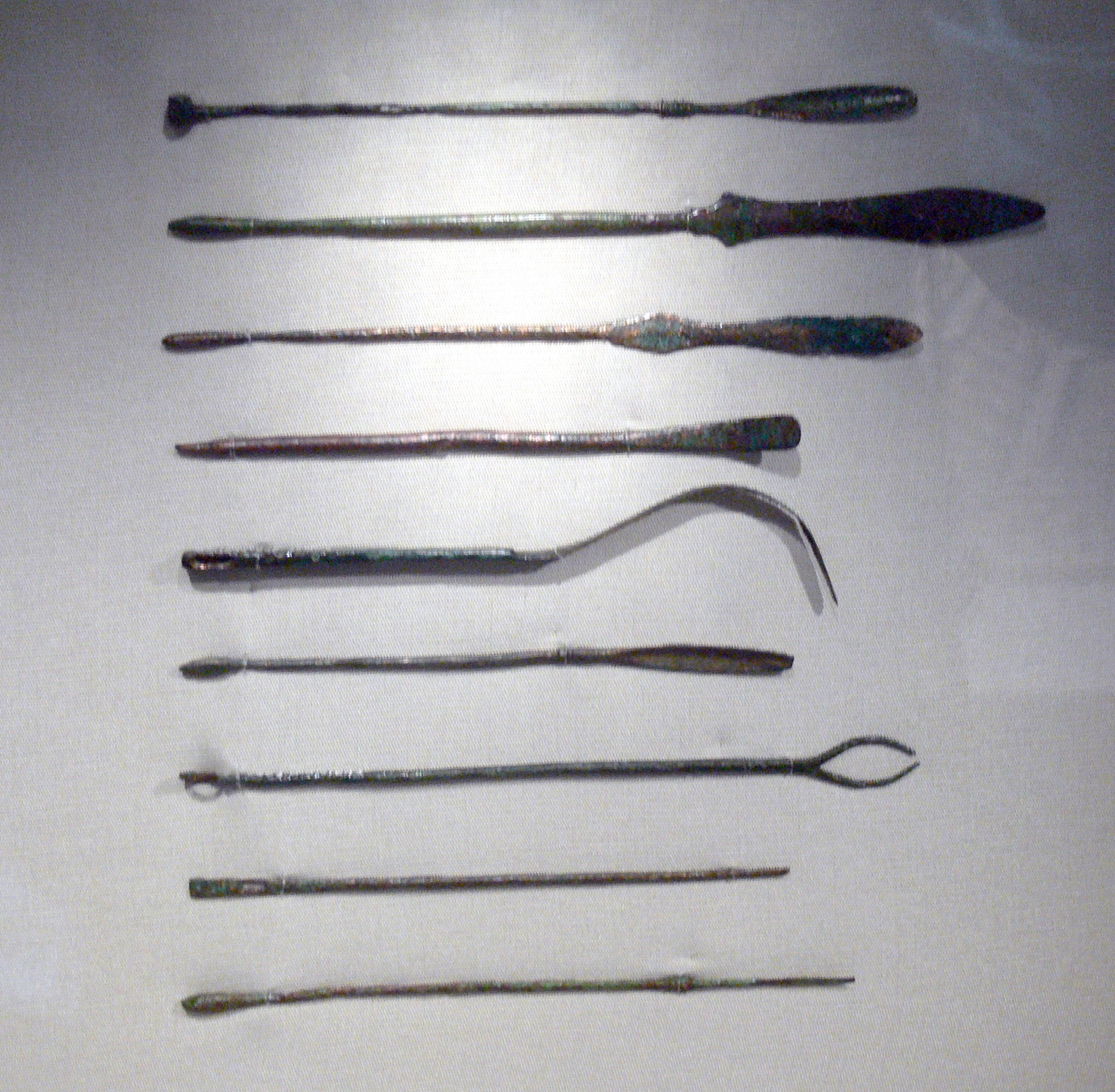
Römisches Arztbesteck, 1./2. Jh. n. Chr.

Rufus aus Samaria (lebte um 100 oder eher im 2. Jh. n. Chr.
in Palästina und Rom) war ein jüdisch-hellenistischer Arzt und Kommentator des Hippokrates.

## Leben
Über sein Leben ist nur bekannt, dass er als gelehrter und wohlhabender Arzt aus seiner Heimatstadt Samaria nach Rom auswanderte. Möglicherweise nahm er dazu den römischen Namen Rufus an, abgeleitet aus dem hebräischen Wort Rofe (Arzt). Sein Name und seine Herkunft werden ausschließlich von Galen überliefert. Er ist der erste namentlich bekannte jüdische Arzt und darf nicht mit seinem bekannteren und von Galen ebenfalls zitierten Kollegen Rufus von Ephesos verwechselt werden.

## Werk
Er schrieb auf Griechisch mehrere medizinische Bücher, erhalten blieben nur Fragmente (Zitate) aus seinem Kommentar (Glossar) zum 6. Buch des Hippokrates über die Epidemien. Sie finden sich im gleichnamigen Buch Galens, der sie als Quelle ausschlachtete, textkritisch kommentierte und bewertete.

## Rezeption Galens
Galen hielt die beiden Rufi auseinander und achtete darauf, dass er seinen Zeitgenossen aus Ephesos nicht mit dem früheren aus Samaria zusammenwarf.
Seine Haltung zu Rufus war widersprüchlich. Seine umfangreiche Zitation zeigt zum einen, dass er ihn als Autorität anerkannte und von ihm beeinflusst wurde, in seiner hellenistischen und antijüdischen Haltung
kritisierte er aber auch, dass Rufus als Jude den Geist des griechischen Hippokrates nicht würdigen und letztlich doch keine adäquaten Kommentare zu Hippokrates abgeben konnte.

## Textbeispiel von Galen
Das Beispiel zeigt die widersprüchliche Einstellung Galens zu Rufus, zuerst kritisiert er den palästinensischen Juden, der der griechischen Sprache nicht mächtig sei und „hässliche“ Kommentare abgebe:
Ich kenne wahrlich viele Menschen, die, wie ich oft schon sagte, aus Unkenntnis der Sprache hässliche Erklärungen bewundern, wie z. B. die Erklärung, die Rufus aus Samaria lobt, indem er sagt: "Die Bedeutung 'von innen' ist nur das, was zwischen den beiden vorher genannten Dingen liegt, nämlich zwischen Trank und Körper. Denn das, was zwischen zwei Dingen liegt, ist innen von einem jeden von beiden." Es ist am besten, wenn ich die Worte des Rufus an dieser Stelle wörtlich wiedergebe, damit nicht einer glaubt, dass ich diesen Mann verleumde. Seine Worte lauten wörtlich: "Der Urin ist in Übereinstimmung mit der Farbe des Trankes und des Körpers, aber es ist nicht die Farbe von jedem von beiden mit ihm für sich allein in Übereinstimmung, sondern es ist gewissermaßen ein Zustand zwischen den beiden, nämlich dem Trank und dem Zerschmelzen des dünnen und feuchten Körpers. Das Zerschmelzen des dünnen und feuchten Körpers kommt nicht durch den Urin zum Vorschein, sondern bleibt im Körper." Dies sind genau die Worte des Rufus aus Samaria. Dies sind Worte, die nur ein Mann loben kann, dessen Heimat in dem Lande der Palästinenser genannten Volkes ist, und der die griechische Sprache nicht verstand, bevor er nach der Stadt Rom kam. Und es musste sich der Mann schämen, der unter Griechen wohnte und ihre Sprache so wenig kannte, dass er mit Recht Lachen und Spott erregte; siehe Quellen, Seite 293.
Galen stellt nach diesem Zitat trotzdem würdigend fest:
Denn wenn sie [die Erklärung] nun auch nicht so klar ist, dass man von ihr Nutzen hat, so ist sie doch für mich ein großer Gewinn und für die Wissenschaft der Heilkunde eine Hilfe, siehe Quellen, Seite 294.
Er interpretiert die Textstelle ausführlich auf den nächsten Seiten und benutzt sie so als Ausgangsmaterial für seine eigenen Ausführungen; siehe Quellen, Seite 294–296.

## Literatur

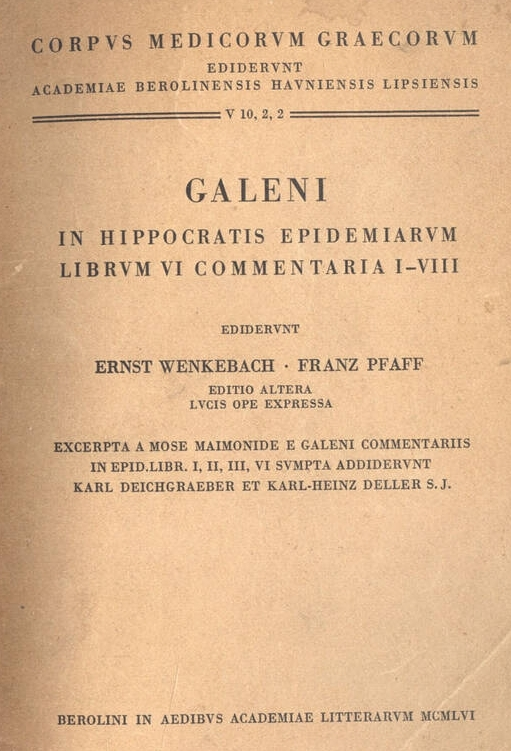
Kommentare Galens, Edition Wenkebach/Pfaff 1956